# Framåt, Kristi stridsmän!
Framåt, Kristi stridsmän! (eng. Onward, Christian Soldiers) är en sång med text från 1864 av Sabine Baring-Gould. Översatt till svenska 1895 av Anna Ölander (1861-1939), musiken är gjord 1871 av Sir Arthur Seymor Sullivan.
Melodin ingår i John Philip Sousas marsch Power and Glory skriven 1923.

## Publicerad i
- Sionstoner 1935 som nr 608 under rubriken "Ungdom".
- Segertoner 1960 som nr 97.
- Frälsningsarméns sångbok 1968 som nr 445 under rubriken "Strid Och Verksamhet - Kamp och seger".
- Psalmer och Sånger 1987 som nr 658 under rubriken "Att leva av tro - Verksamhet - kamp - prövning".[1]
- Frälsningsarméns sångbok 1990 som nr 611 under rubriken "Strid och kallelse till tjänst".
- Sångboken 1998 som nr 27.